# ハンドリフト

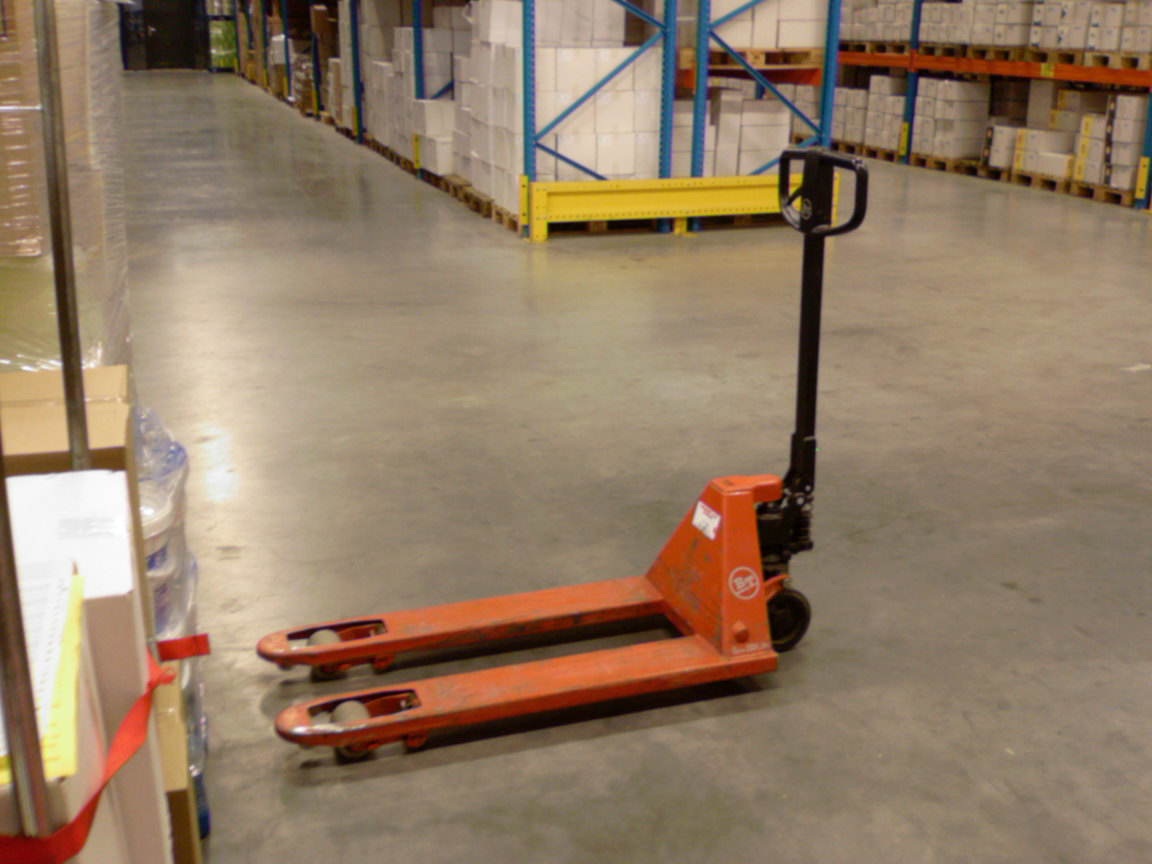
一般的なハンドリフト（パレットジャッキ）

ハンドリフト（和製英語: Hand lift 英: Pallet jack, Pallet truck）は、荷物を載せるパレットを移動させるための荷役機器。油圧を利用したリフト機構が備わっており、持ち上げた状態で手動での移動が可能となる。「ハンドパレットトラック」「パレットジャッキ」「パレットトラック」「パレット・ポンプ」「ハンドリフター」「ハンドフォーク」「ハンドプラッター」や、これらの略称として「ハンド」、その商品名から「キャッチパレ（をくだ屋技研の商標）」「ビシャモン（スギヤスの商標）」などとも呼称される。海外でも地域により様々な名称で呼ばれている。

## 概要

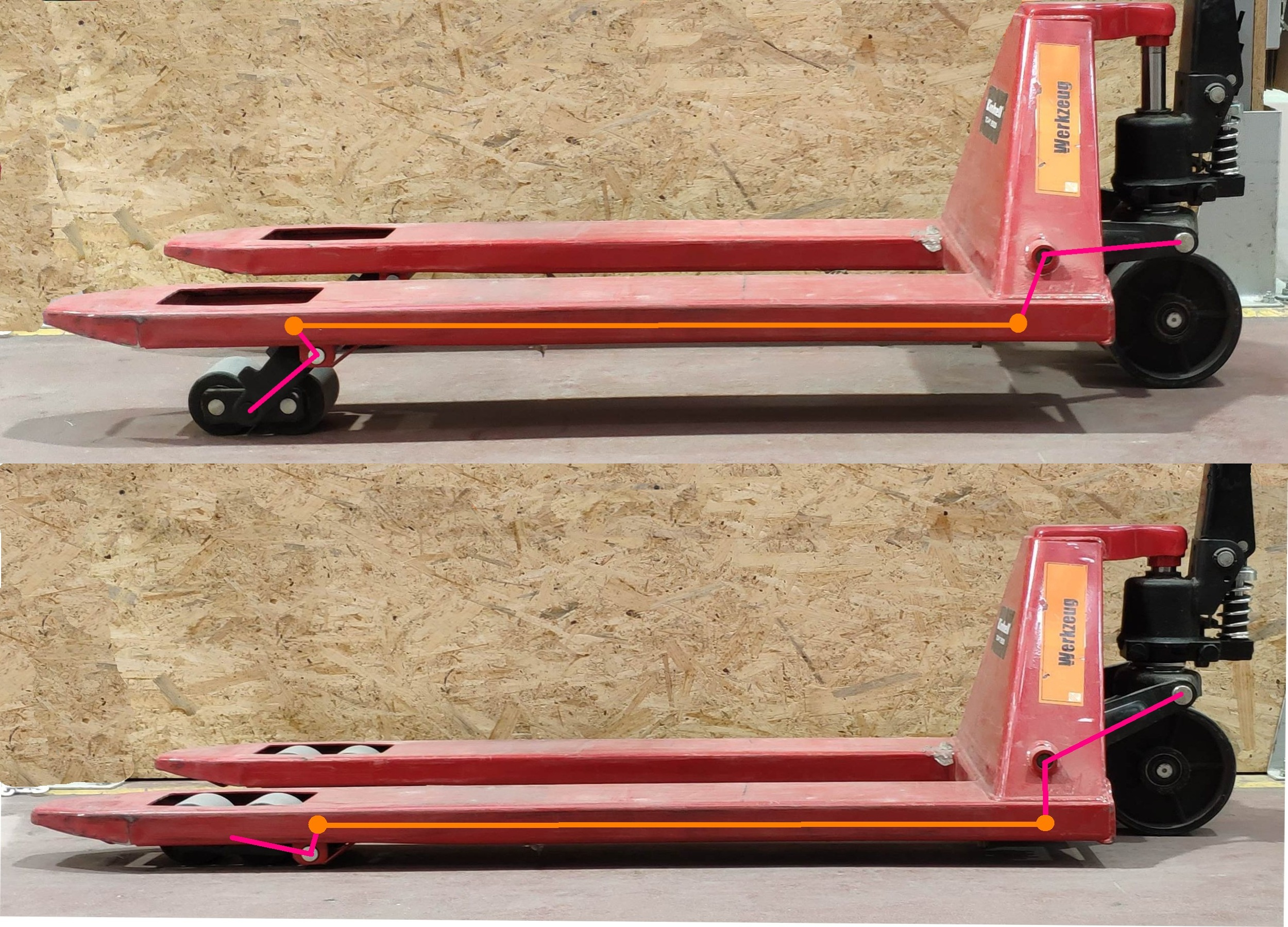
上げた状態（上）下げた状態（下）示された線はピボットを介したリンケージの動きを表す。

人力であってもより少ない力での作業が可能であり、いわば「手動式のフォークリフト」である。フォークリフトと比較した場合、より正確にパレットを配置できる点、特に狭い場所においてのパレット移動が可能な点、フォークリフト運転技能講習（若しくは特別教育）修了者でなくとも重量物の運搬が可能になる点において優れているといえるが、パレットによっては機構部の厚みや、リターナブルパレット（プラスチックパレット）の一部では、その構造上、爪が入らない場合がある点や、単面型以外のパレットでは爪の挿抜時に大きな騒音・振動が生ずる点、両面使用型のパレットの場合は前後輪間に収まるサイズでなければ移動が実質不可能である点は、欠点であるといえる。荷の積載量は最大1500kgの製品が最も多く使用されているが、700kg積から5000kg積まで各種用意されている。取り扱う商品や仕様、保管環境により多種多様なハンドリフトが生産されている。

## 歴史
手動式のハンドリフトは少なくとも1918年頃から存在している。この当時は「ハンド・トラック」と呼ばれており、完全手動式であり、垂直に取り付けられた支柱は移動させるためのハンドルとして使用し、爪の上下運動はラック部分に足踏み式のペダルが取り付けられており、踏むことで爪が上昇し、鈎と切り欠きを利用したロック機構が備わっていた。また再度ペダルを踏み爪を上げた状態で鈎を外すことで開放する（下げる）方式であった。現代のハンドリフトでは、その殆どが油圧ポンプを利用した方式に変更されている。

## 種類

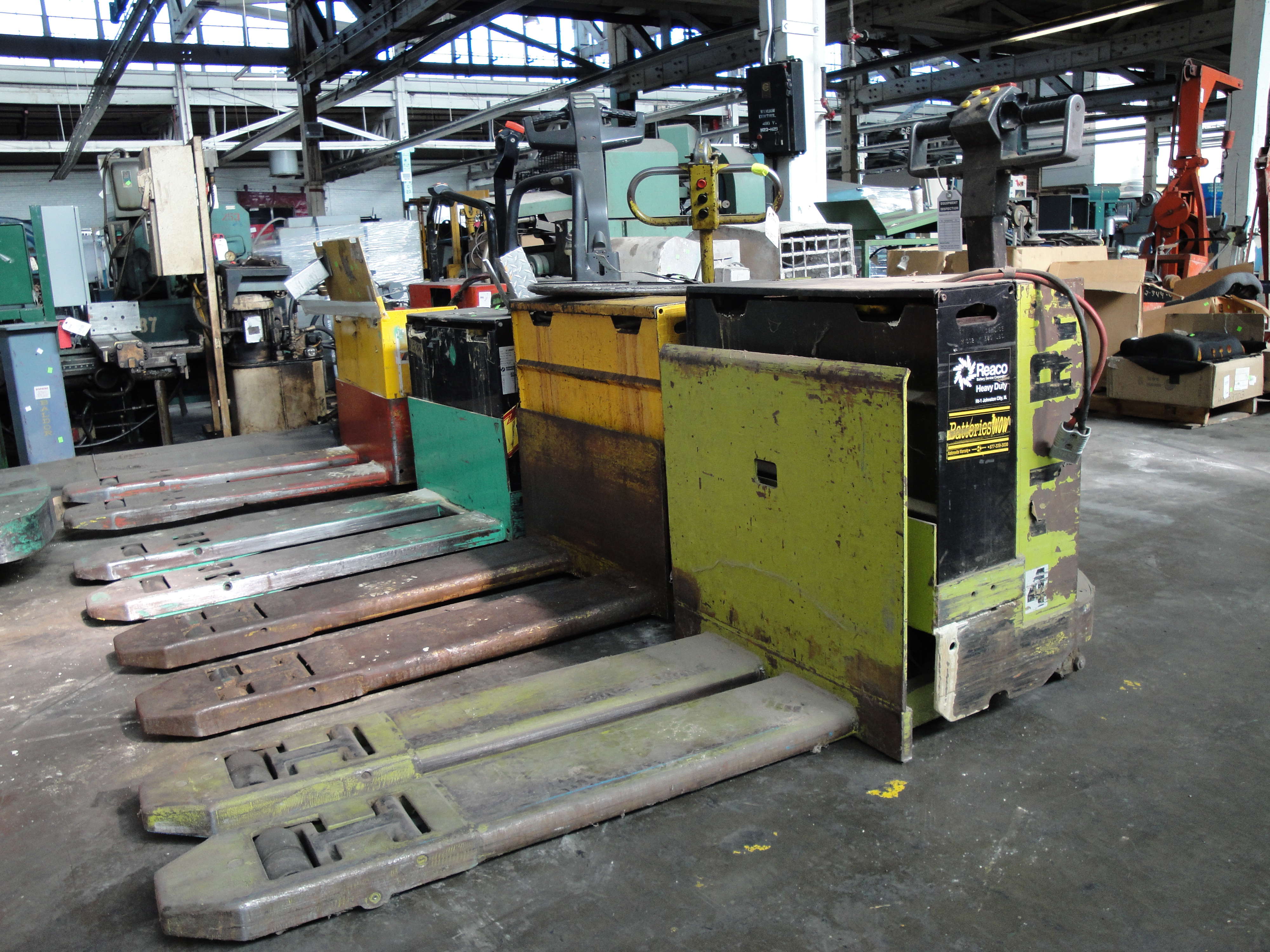
電動式ハンドリフト

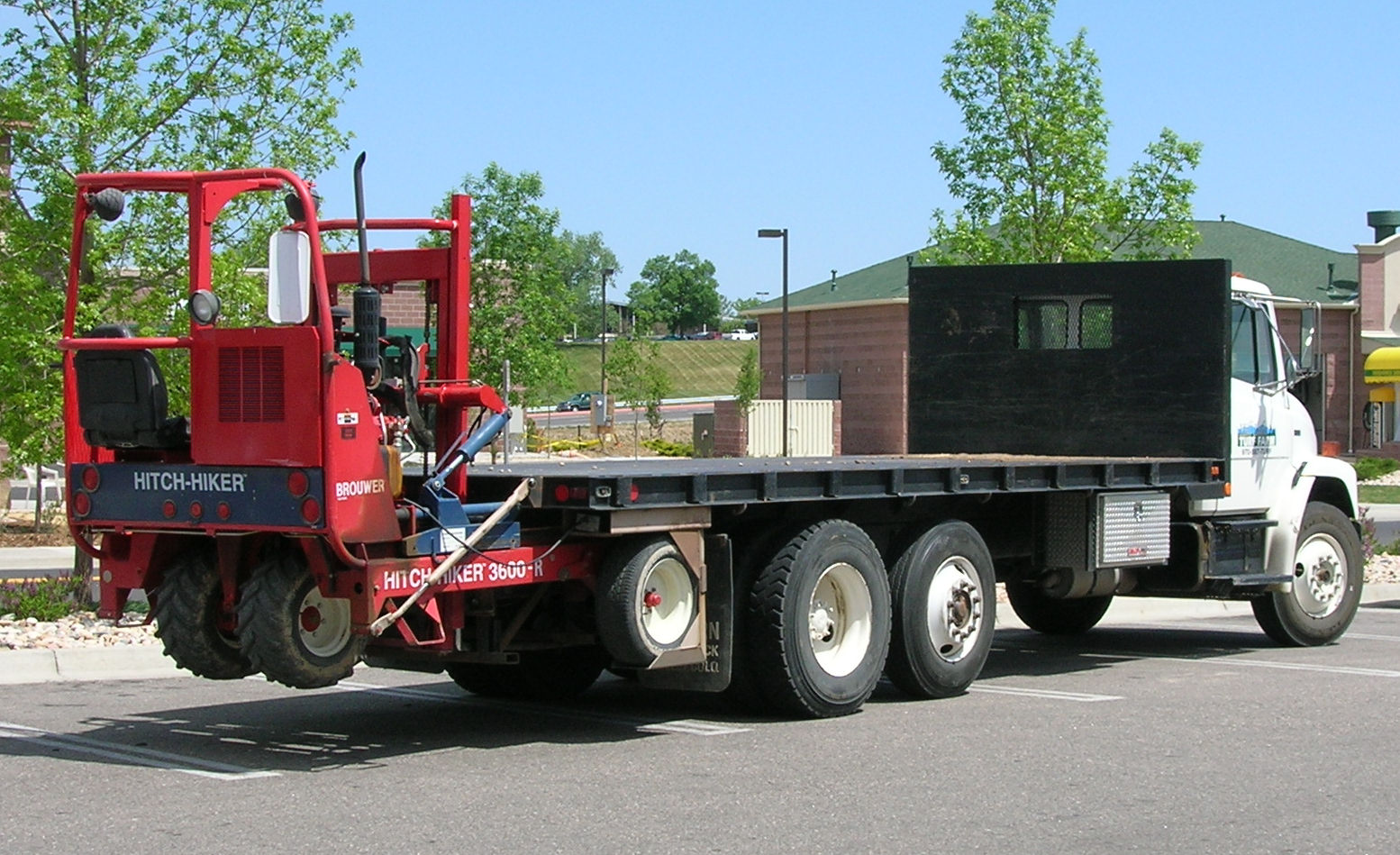
アメリカ、コロラド州で中型トラックに搭載されたヒッチハイカー製マウント・リフト

### 手動式
主に小売りや倉庫などで使用され、最も一般的に見かける方式。垂直に取り付けられた支柱を前後に動かすことで油圧のポンピングを行い爪が上昇し、支柱に取り付けられたレバーを中立位置にして前後に移動を行い、レバーを握ることで油圧が開放される。

### 電動式[5]
バッテリーを搭載しており、その電力を利用して油圧ポンプを動作させることにより爪が上下する。上下のみ電動式のハンドリフトと、前後の移動も電力モーターで賄われるハンドリフトが存在する。また安全装置として、移動中にハンドルから手が離れると自動停止するデッドマンスイッチが取り付けられたハンドリフトが大半を占める。ハンドリフトより大型の物はリフターと呼ばれ、リフターより大型になるとリーチリフト（バッテリー式フォークリフト）となる。

### ラフテレーン・パレットジャッキ[7]
海外で販売されている形状であり、車輪に空気式の大型タイヤを採用することで不整地などで使用することが可能となる主に屋外で使用されるハンドリフト。全体がコの字型の形状であり、左右側面の外側に大型タイヤが取り付けられ、中心部分に爪が取り付けられている。

### トラック・マウント・フォークリフト
海外で運用されている方式。トラックの後部にリフトの差し込み口が設けてあり、電動式ハンドリフトないしフォークリフトを搭載し、配送先でこの機材を利用し荷下ろしが可能となる。

## 操作方法
走行は基本的に「引く」ことにより行うが、パレットや周囲の状況によっては押すこともある。フォークリフト同様、後輪で舵をとるために、押す操作は多少の慣れが必要である。荷役操作については、ハンドルを直立位置から手前方向に倒すと油圧が加わって上昇、ハンドル右手部分に備えられたレバー（若しくは足元のペダル）の操作で下降することになる。基本的な物や安価な物に付いてはブレーキが備わっていないが、ブレーキが取り付けられた種類も存在する。
パレットの周囲が特に狭く、通常の走行法ではハンドリフトを進入させたり爪を挿入できない場合は前輪を手動でずらす、ハンドリフト自体を一旦持ち上げて移動させるといった方法が採られる。ハンドリフトをトラックの荷台などで使用するためにフォークリフトで移動させる場合は、予めハンドリフトの爪を上昇させてフォークリフトの爪がスムーズに挿抜できる空間を作ったうえ、後輪寄りを掬うと作業が行いやすい。
ハンドリフトやパレットの仕様、周囲状況によってはパレット全長の半分以下（中央の底面デッキボードより手前）だけハンドリフトを挿入しての移動や、爪を上昇させない状態で左右にこじったり、爪先を勢いよく押し当ててのパレット設置位置の微調整も行われるが、パレットや積荷が損傷するため推奨はされない。

## 呼称
日本国内でも決まった名称が無く、見た目や機能、商品名で呼ばれており、海外も様々であり、北米では主に「パレット・ジャッキ」「パレット・トラック」であるが、その他に「スクーター」「ドッグ」「ジガー」であり、メキシコでは「パレット・スケート」ポルトガル語では「パレット・ポーター」スペインでは「ミニ」「パレット・ホルダー」チリでは「マレ」アルゼンチンやベネズエラでは「フォックス」ウルグアイでは「ガタ」「ウニャ」「トカゲ」ドイツでは「パレット・トラック」の他に商品名である「アマイズ（Ameise 蟻）」フランスでは「トランス・パレット」や「パレット・プラー」ロシアでは「油圧トロリー」インドでは「フィレット・ジャック」中国では「ハウ」など実に様々な名称で呼ばれている。

## 画像

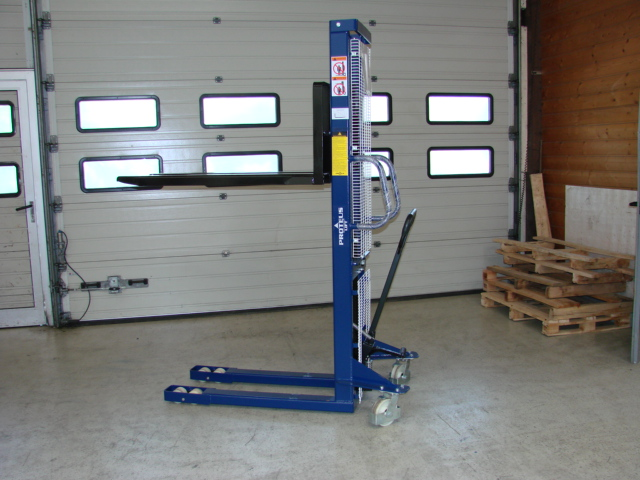
手動リフター
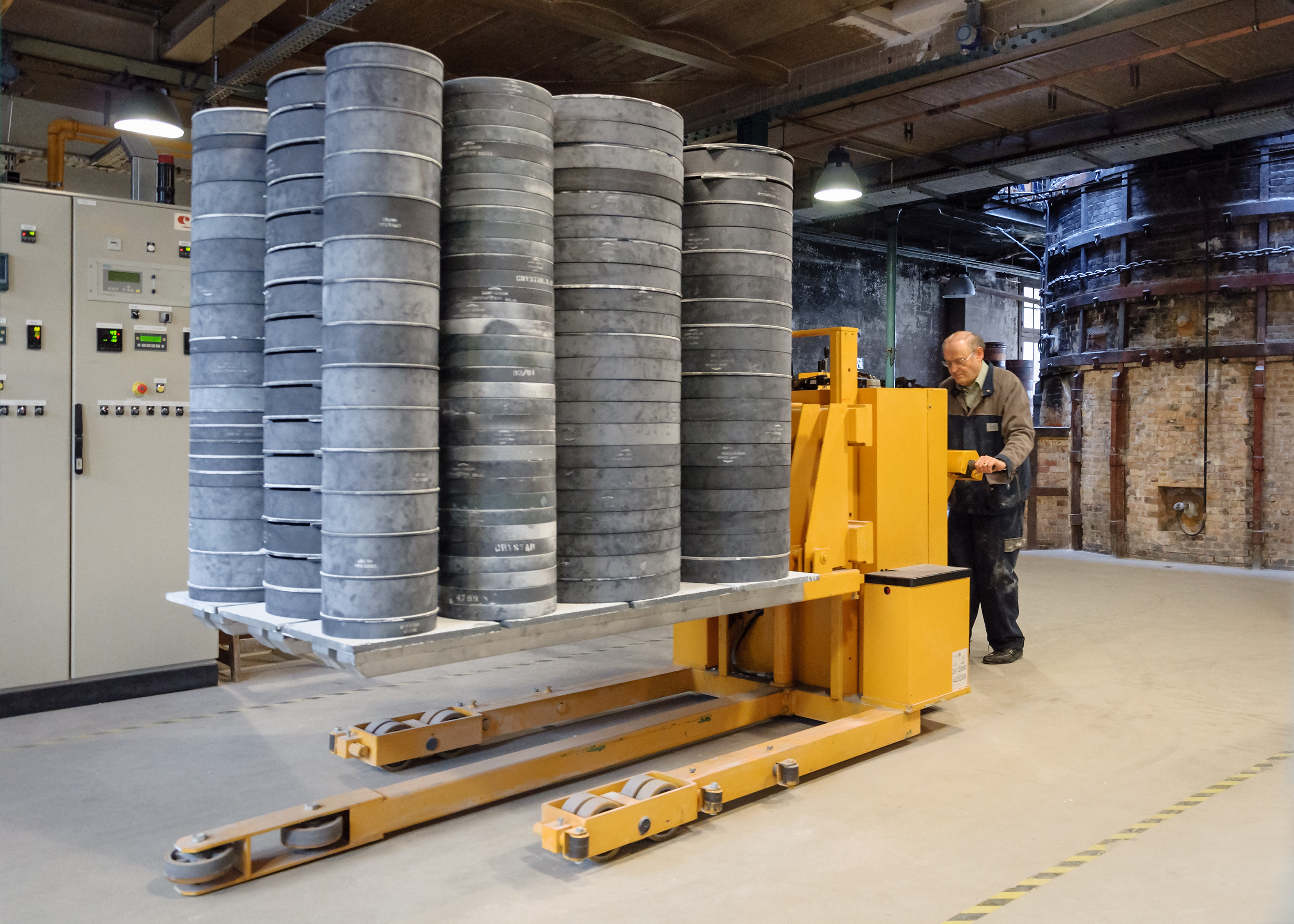
セーヴル焼の工房で使用される大型電動ハンドリフト（リフター）
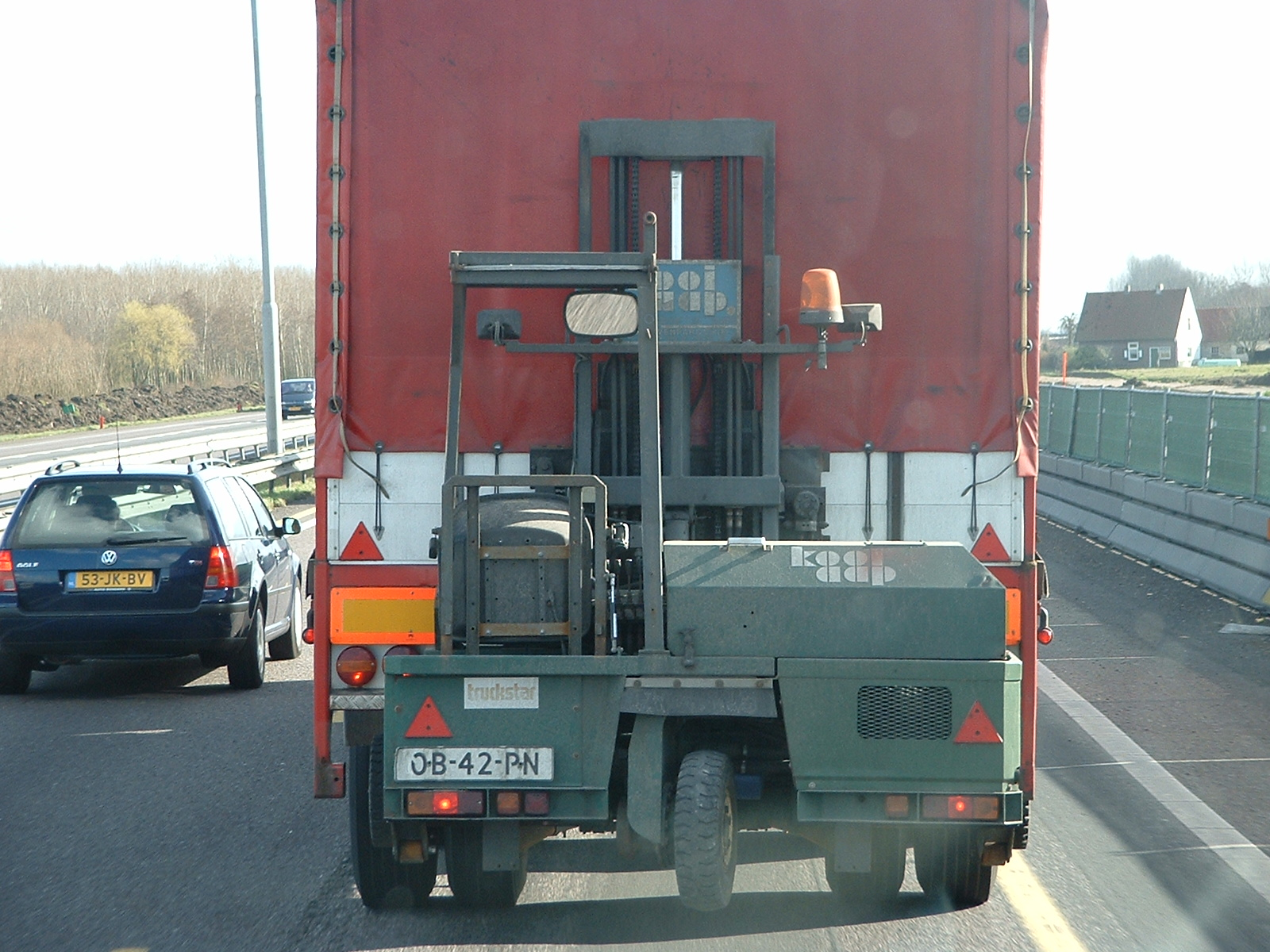
オランダで使用されるトラック・マウント・リフト
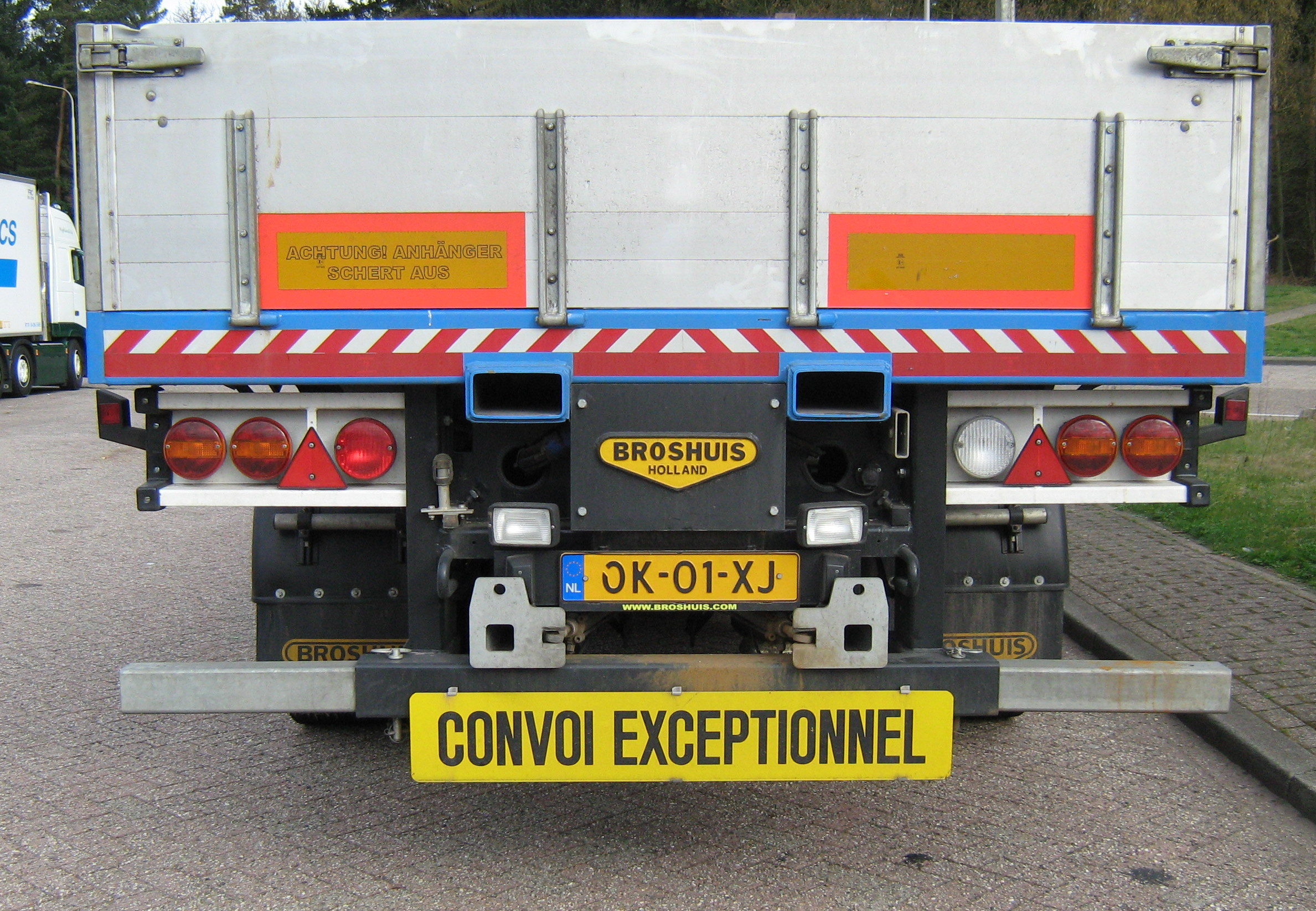
オランダのメーカーが製造したセミトレーラーの事例。後部にトラック・マウントの差し込み口が設けられている
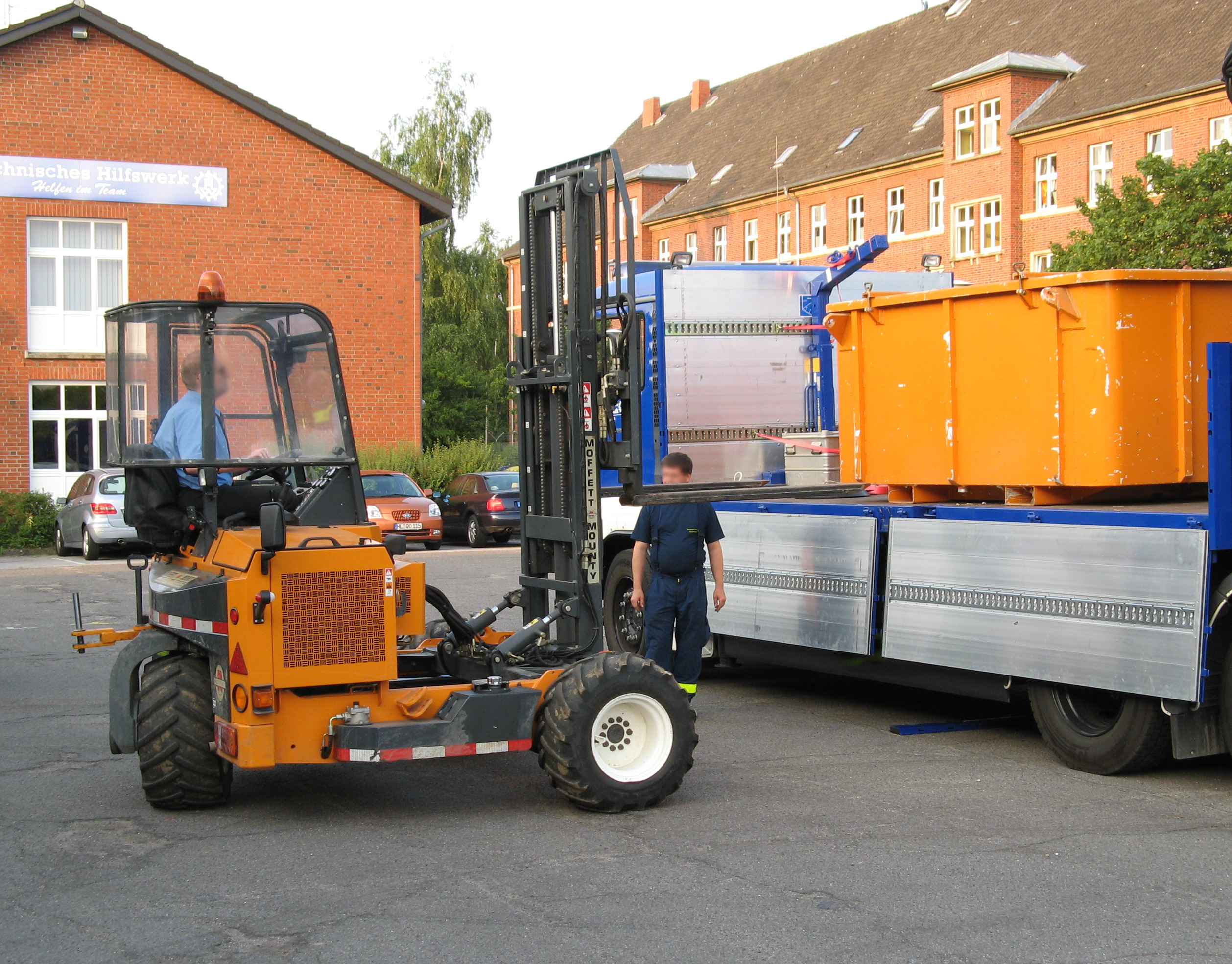
マウント・リフトでの作業
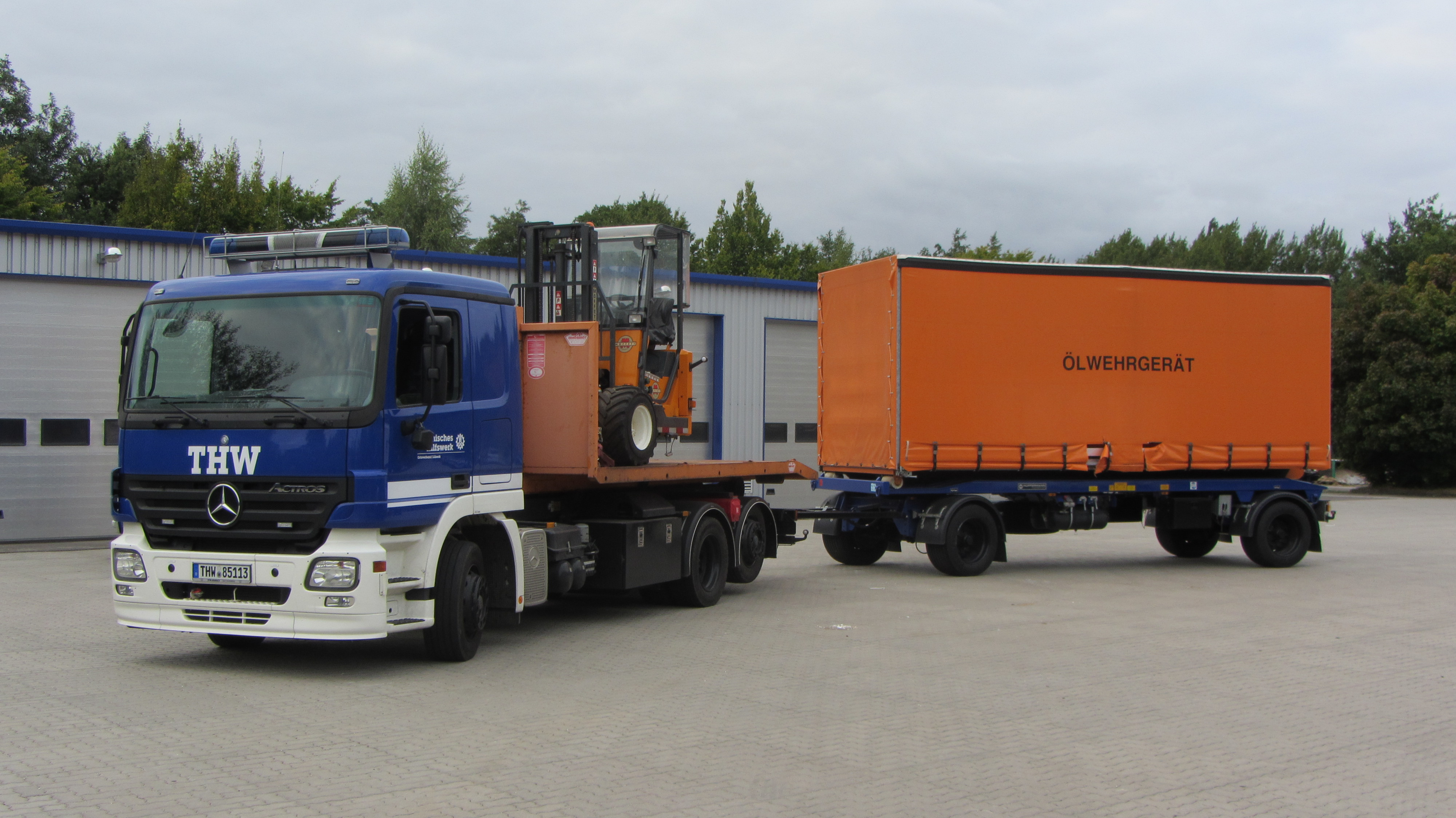
欧州で見られるトラクター側にリフトを搭載し、貨物を牽引する構成